# Tawrija Simferopol
Der SK Tawrija Simferopol (ukrainisch СК «Таврія» Сімферополь, russisch СК «Таврия» Симферополь; „Tawrija“ bedeutet Tauris) ist ein Fußballverein aus der ukrainischen Stadt Simferopol auf der Halbinsel Krim. Vor der Okkupation der Krim durch Russland im Jahr 2014 gehörte Tawrija Simferopol zu den vier Mannschaften, neben Dynamo Kiew, Schachtar Donezk und Dnipro Dnipropetrowsk, die nie aus der ukrainischen Premjer-Liha abgestiegen sind. Aufgrund der o. g. Okkupation der Krim stellte der Verein im Jahr 2014 seinen Spielbetrieb ein.
Von 2016 bis Ende März 2022 existierten zwei, voneinander unabhängige, Fußballvereine, die unter dem Namen Tawrija Simferopol antreten. Der „russische“ Verein in Simferopol nimmt an der Krim-Liga teil, während der „ukrainische“ Verein seine Heimspiele in Beryslaw (Oblast Cherson) im örtlichen Maschinostroitel-Stadion austrug und am ukrainischen Ligabetrieb teilnahm. Der ukrainische Verein musste seinen Spielbetrieb im Zuge des russischen Angriffs auf die Ukraine Ende März 2022 beenden. Seitdem ist nur noch der russische Verein in Simferopol aktiv und nimmt nach wie vor an der Krim-Liga teil.

## Geschichte
Tawrija Simferopol wurde 1958 als Awangard Simferopol gegründet. 1963 wurde der Verein in den heutigen Namen umbenannt. 1973 war Tawrija einer der Aufsteiger aus der drittklassigen Wtoraja Liga in die Perwaja Liga, die in der Spielzeit 1980 gewonnen werden konnte. Somit nahm der Verein in der Saison 1981 an der Austragung der Wysschaja Liga, der höchsten sowjetischen Spielklasse, teil, belegte allerdings den vorletzten Tabellenplatz und trat den sofortigen Weg in die erneute Zweitklassigkeit an. Dort verblieb die Mannschaft aus der Krim bis zum Zerfall der Sowjetunion und der damit einhergehenden Unabhängigkeit der Ukraine. Im Jahre 1992 war der Verein einer der Gründungsmitglieder der neu geschaffenen ukrainischen Wyschtscha Liha. Gleich in der ersten Austragung konnte sich das Team die Meisterschaft sichern, als im Entscheidungsspiel, das in Lwiw auf neutralem Boden stattgefunden hatte, der ukrainische Vorzeigeverein Dynamo Kiew mit 1:0 bezwungen werden konnte. An diese Leistung konnte Tawrija nie anknüpfen und schaffte es seitdem nicht über den fünften Tabellenplatz hinauf zu klettern. Im Jahre 2010 konnte der erste nationale Pokalgewinn gefeiert werden, als Metalurh Donezk im Metalist-Stadion im Finale mit 3:2 nach Verlängerung bezwungen wurde. Außerdem stand Tawrija 1994 im Finale des ukrainischen Fußballpokals sowie 1995 und 2007 im Halbfinale.
Nach der Okkupation der Krim durch Russland im Jahr 2014 bat Tawrija die UEFA und die FIFA um Erlaubnis, in der folgenden Saison zur russischen Liga zu wechseln. Daraufhin löste der Verein sich auf und bewarb sich als neu gegründeter Verein Skif Simferopol für eine russische Lizenz. Ende Juli 2014 kündigte der Fußballverband der Russischen Föderation an, dass Skif Simferopol in der Saison 2014/15 in der russischen 2. Fußball-Division spielen werde. Daraufhin sperrte die UEFA alle Fußballvereine, die auf der Krim beheimatet sind, für alle russischen und internationalen Wettbewerbe. Hier soll eine eigene Liga entstehen, rechtlich unabhängig vom russischen und ukrainischen Fußballverband. Die Entscheidung wurde von Russland akzeptiert, das 2014 die eigene Fußballliga der Krim gründete. Für Tawrija Simferopol bedeutete dies das Ende des bisherigen professionellen Spielbetriebs.
Von 2016 bis März 2022 existierten zwei, voneinander unabhängige, Fußballvereine, die unter dem Namen Tawrija Simferopol antreten. Im, von Russland annektierten, Simferopol nimmt der FC Tavriya seit 2015 an der Krim-Liga teil. Der 2016 neugegründete SK Tawrija Simferopol trug seine Heimspiele im Beryslaw aus und nahm am regulären ukrainischen Ligabetrieb teil. Aufgrund des russischen Angriffs auf die Ukraine im Februar 2022 musste der ukrainische SK Tawrija Ende März 2022 seinen Spielbetrieb beenden.

## Europapokalbilanz
In der Saison 1992/93 nahm Simferopol an der UEFA Champions League teil. In der Vorrunde setzte sich das Team gegen den Shelbourne FC durch, scheiterte dann aber in der ersten Runde am FC Sion. 2001 und 2008 nahm Simferopol am UEFA Intertoto Cup teil, schied aber jeweils in der dritten Runde aus. Die Mannschaft hatte sich durch den Gewinn des ukrainischen Pokales für die Play-off-Runde der UEFA Europa League 2010/11 qualifiziert, in der man gegen Bayer 04 Leverkusen ausschied.
| Saison  | Wettbewerb            | Runde     | Gegner              | Gesamt           | Hin        | Rück          |
| ------- | --------------------- | --------- | ------------------- | ---------------- | ---------- | ------------- |
| 1992/93 | UEFA Champions League | Vorrunde  | Shelbourne FC       | 2:1              | 0:0 (A)    | 2:1 (H)       |
| 1992/93 | UEFA Champions League | 1. Runde  | FC Sion             | 2:7              | 1:4 (A)    | 1:3 (H)       |
| 2001    | UEFA Intertoto Cup    | 2. Runde  | Spartak Warna       | 5:2              | 03:0 (A) 1 | 2:2 (H)       |
| 2001    | UEFA Intertoto Cup    | 3. Runde  | Paris Saint-Germain | 0:5              | 0:1 (H)    | 0:4 (A)       |
| 2008    | UEFA Intertoto Cup    | 2. Runde  | FC Tiraspol         | 3:1              | 0:0 (A)    | 3:1 (H)       |
| 2008    | UEFA Intertoto Cup    | 3. Runde  | Stade Rennes        | 1:1 (9:10 i. E.) | 0:1 (A)    | 1:0 n. V. (H) |
| 2010/11 | UEFA Europa League    | Play-offs | Bayer 04 Leverkusen | 1:6              | 0:3 (A)    | 1:3 (H)       |

Gesamtbilanz: 14 Spiele, 4 Siege, 3 Unentschieden, 7 Niederlagen, 14:23 Tore (Tordifferenz −9)

## Kontakte zur organisierten Kriminalität
Laut der örtlichen Polizei war der Fußballverein eng mit der organisierten Kriminalität verbandelt. Dabei handelte es sich um die Bande Baschmaki (deutsch: „Schuhe“), die vermutlich an 50 Morden sowie an Entführungen beteiligt ist. Im Jahr 2007 wurde der ehemalige Präsident des Vereins, Wiktor Karasew, zu sieben Jahren Haft wegen Brandstiftung und Einsatz illegaler Waffen verurteilt.

## Erfolge
- Ukrainischer Meister (1): 1992
- Ukrainischer Fußballpokalsieger (1): 2010
- Meister der Krim-Liga (4): 2015/16, 2021/22, 2023, 2024
- Sieger des Krim-Pokals (3): 2022, 2023, 2024
- Sieger des Supercups der Krim (5): 2017, 2020, 2022, 2024, 2025

## Spieler
- Oleksandr Mytrofanow (1996–2002, 2002–2003)
- Andrius Jokšas (2006–2009)
- Anton Schynder (2010–2013)
- Damir Kahriman (2011–2014)
- Maxym Kalynytschenko (2011–2014)
- Serhij Nasarenko (2011–2014)
- Anis Boussaïdi (2012–2014)

## Trainer
- Anatolij Konkow (1983–1984)
- Mychajlo Fomenko (2006–2008)
- Oleh Luschnyj (2012–2013)
- Giannis Christopoulos (2013–2014)
- Nikolay Kostov (2014)
- Serhiy Shevchenko (2016–2020)